# Korana rorulentus
Korana rorulentus är en insektsart som beskrevs av Carl Stål 1855. Korana rorulentus ingår i släktet Korana och familjen dvärgstritar. Inga underarter finns listade i Catalogue of Life.